# Gu-Win
Gu-Win – miasto w Stanach Zjednoczonych, w stanie Alabama, w hrabstwie Fayette.